# رتب الشرطة في الولايات المتحدة
رتب الشرطة شبه عسكرية في الولايات المتحدة

## الرتب
في الولايات المتحدة يوجد عدد كبير ومتنوع من الدول الاتحادية، والشرطة المحلية، ومكاتب المأمور والذين يمتلكون مختلف الرتب، ولكن هنا نموذج عام للرتب من الأعلى إلى الأدنى:
- قائد الشرطة (Chief of police) أو مفوض الشرطة (police commissioner) أو المراقب (Superintendent) أو المأمور (sheriff): يُستخدم لقب مفوض الشرطة بشكل رئيس في الإدارات الحضرية الكبيرة، في حين يرتبط قائد الشرطة مع البلديات الصغيرة ومتوسطة الحجم؛ وعادةً ما يُعيينهما العمدة أو يختارهما مجلس المدينة أو لجنة.[1][2] وفي بعض المدن، المفوض هو عضو في مجلس المسؤولين من إدارة القسم، في حين أن لقب القائد هو لأعلى ضابط يرتدي الزي الرسمي ويحل محلّ المفوض. وفي أقسام الشرطة الكبيرة جدًّا، مثل شرطة نيويورك، قد يكون هناك العديد من نواب الضباط أو نواب المفوضين ليسوا تابعين للشرطة، وبعضهم أعلى مرتبة من قائد القسم والبعض متكافئون رتبةً مع القائد النظامي. وقد يكون هناك قائد العمليات والذي يحتل المركز الثاني في إصدار الأوامر رفيعة المستوى. وفي المقاطعات يتم انتخاب ما يُدعى بـالمأمور والذي يرأس قسم المأمور أو مكتب المأمور.

- مساعد القائد (Assistant Chief) أو مساعد المفوض (Assistant Commissioner) أو مساعد المراقب (Assistant Superintendent) أو مساعد المأمور (Assistant Sheriff): يُشاهَد في بعض الإدارات فقط. وفي مدينة نيويورك، كبير مساعدي القائد يعتمد الأوامر فقط.

- نائب القائد (Deputy Chief) أو نائب المفوض (Deputy Commissioner) أو نائب المراقب (Deputy Superintendent) أو نائب المأمور (Under Sheriff): هو المرؤوس العلوي من قائد الشرطة، أو المفوض، أو المراقب، أو المأمور. وقد لا يكون مسؤول عن منطقة معينة. وفي بعض الأماكن نائب المأمور هو مأمور سجن المقاطعة. ومكتب مأمور مدينة نيويورك لديه خمسة نواب مأمور: كل واحد مسؤول عن أحد أحياء مدينة نيويورك، مع مأمور مدينة نيويورك ليُشرِف عليهم جميعًا.

- المفتش (Inspector) أو قائد القوات (Commander): في بعض الأحيان يُعطى شارة بنجمة واحدة، مشابهة لـعميد الضباط، ولكن في مناطق أخرى يرتدي نسر ذهبي أو قضي، على غرار العقيد. ويستخدم مصطلح المفتش أيضا كمصطلح لـالمحقق في قسم شرطة سان فرانسيسكو وهما رتبتان أعلى من رتبة النقيب في نيويورك وفي قسم شرطة فيلادلفيا. وفي نيويورك مفتشو قيادة الأقسام من الممكن أن تكون لهم دوائر انتخابية داخل البلدة أو تكون لهم فروع متخصصة في خدمة الشرطة.

- العقيد (Colonel): غالبية وكالات الشرطة في الولايات تستخدم لفظ «عقيد» بمثابة رتبة تنفيذية عُليا، وغالبًا بالاشتراك مع مصطلح مثل «مراقب»، أو «مفوض» أو «مدير». على النقيض، نادرًا ما تُطعى رتبة العقيد في الوكالات أخرى، بالرغم من استخدامها في إدارة شرطة بالتيمور بولاية ماريلاند وفي الوكالات أخرى إما كرتبة تنفيذية أو رتبة مستقلة مثل قائد القوات. العقيد يرتدي نسرًا ذهبيًّا أو فضيًّا النسر عقيد، أو ورقة بلوط مثل عقيد القوات المسلحة الأميركية. والمأمور أيضًا يرتدي شارة النسر، ويستخدم عقيد باعتبارها رتبة رسمية.

- الرائد (Major) أو نائب المفتش (Deputy Inspector): في بعض الأحيان تكون شارته ورقة بلوطة ذهبية أو فضية، على غرار العقيد أو الملازم الأول. في قسم شرطة بالتيمور وتخصصات قسم شرطة أتلانتا يقوم الرائد أو نائب المفتش بالإشراف على مراكز الشرطة.

- النقيب (Captain): شارته شريطان ذهبيان أو فضيان - يُشبه السكك الحديدية -. غالبًا ما يشرف على مركز للشرطة أو يُشرف على فرقة أو وحدة (مثل: فرق التحقيق، أو دورية، وما إلى ذلك) ويقوم بالإشراف على أقسام صغيرة الحجم ومقاطع معينة فقط من مركز للشرطة للأقسام الكبيرة. وفي مدينة نيويورك النقيب هو القائد المُعتاد للدوائر الانتخابية.

- الملازم (Lieutenant): شارته شريط ذهبي أو شريط الفضي، يقوم الملازم بالإشراف على عريفين أو ثلاثة أو أكثر. يمكن للملازمين أن تكون لهم نوبات مدة ساعة على مركز شرطة أو فرقة تحقيق (مخدرات، أو قتل، وما إلى ذلك) في بعض أقسام الشرطة الكبيرة أو الدوائر الانتخابية برمتها أو أقسام الشرطة الصغيرة.

- الرقيب (Sergeant): شارته ثلاث علامات اقتباس مقلوبة، هو ضابط الشرطة الذي تكون له نوبات إشراف في الإدارات والمناطق لفرق تحقيق سواءً كانت دائرة انتخابية أو فردية. بعض الوكالات، مثل شرطة ولاية نيو جيرسي، تستخدم مجموعة شبه عسكرية من رتب الرقيب، مثل الرقيب الأول ورقيب من الدرجة الأولى، بالإضافة إلى رتبة الرقيب الأساسية.

- المحقق (Detective) أو المفتش (Inspector) أو التحري (Investigator): اختصاصي تحقيقي، وعندما يعمل يرتدي ملابس مدنية. يوجد العديد من فئات المحققين التي قد تكون أعلى من الرتب الإشرافية، وتوجد لهم درجات بالنسبة للأجور. في مدينة نيويورك، يتم التعيين حسب الناحية الفنية، المحققون ليسوا في الواقع أعلى مرتبة من ضباط الشرطة على الرغم من أنهم هم المسؤولون عن القضايا، وغالبًا ما يكونون كبار في سنوات الخدمة حيث يكونون على درجة معينة من السلطة وراء ضباط الشرطة في حالات خاصّة.

- ضابط (Officer) أو نائب (Deputy) أو عريف (Corporal): الضابط الاعتيادي أو النائب لا يرتدي أي شارة، وتوجد لهم درجات بالنسبة للأجور. أما العريف، فهو من كبار الضباط أو إن صحّ التعبير فهو قائدهم، شارته علامتي اقتباس مقلوبة.

## الاختلافات

### الاختلافات الاتحادية
- الولايات المتحدة دوريات الحدود
- الولايات المتحدة شرطة الكونجرس
- الولايات المتحدة شرطة المُتنزهات

## اطَّلع أيضًا على
- زي الشرطة في الولايات المتحدة